# The Impractical Joker
The Impractical Joker es un corto de animación estadounidense de 1937, de la serie de Betty Boop. Fue producido por los estudios Fleischer y distribuido por Paramount Pictures. En él aparecen Betty Boop y Grampy.

## Argumento
Mientras Betty prepara un pastel para el cumpleaños de Grampy, recibe la visita de Irving, un bromista que sacará a Betty de sus casillas. Desesperada, decide pedir ayuda a su amigo Grampy, quien pagará al guasón Irving con su misma moneda.

## Producción
The Impractical Joker es la sexagésima quinta entrega de la serie de Betty Boop y fue estrenada el 18 de junio de 1937.